# Hot spare
Hot spare – mechanizm zabezpieczający używany w celu zapewnienia niezawodności konfiguracji systemów. Jest aktywnym i podłączonym zapasowym elementem działającego systemu. W przypadku awarii kluczowego elementu, urządzenie hot spare automatycznie przejmuje rolę urządzenia uszkodzonego.

## DyskiHot Spare
Jest to jeden lub więcej dysków, działających w macierzy dyskowej RAID zgodnie z zasadami Hot Spare.